# Landkapitel Weil der Stadt

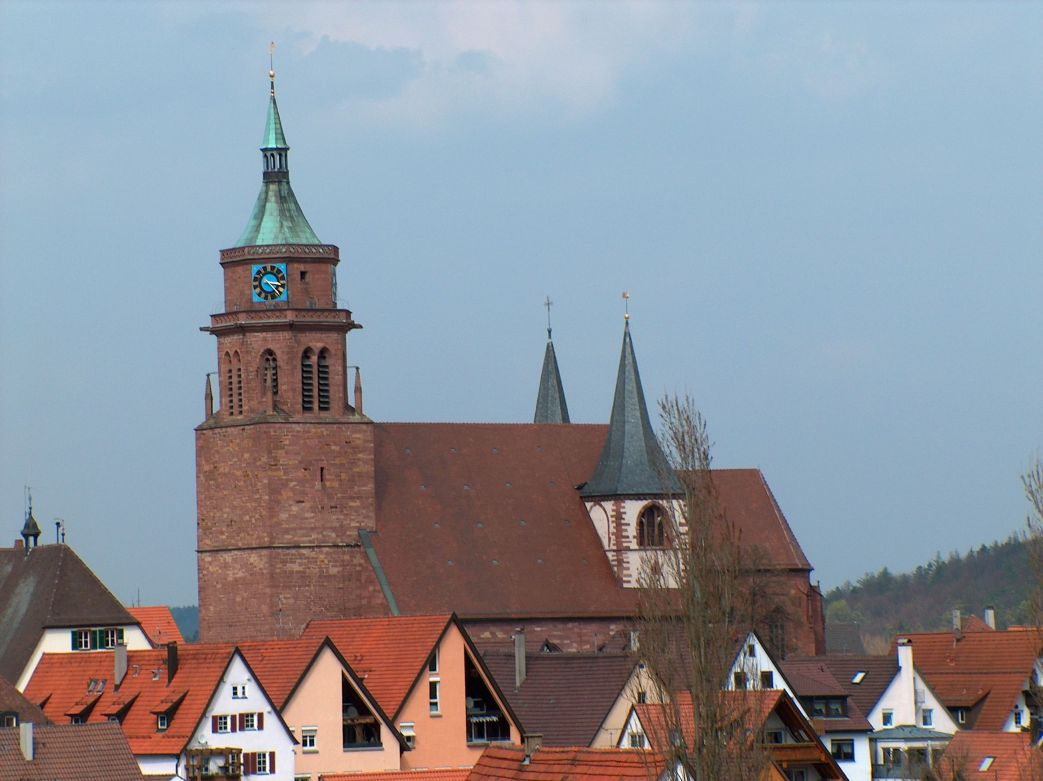
Stadtkirche St. Peter und Paul in Weil der Stadt

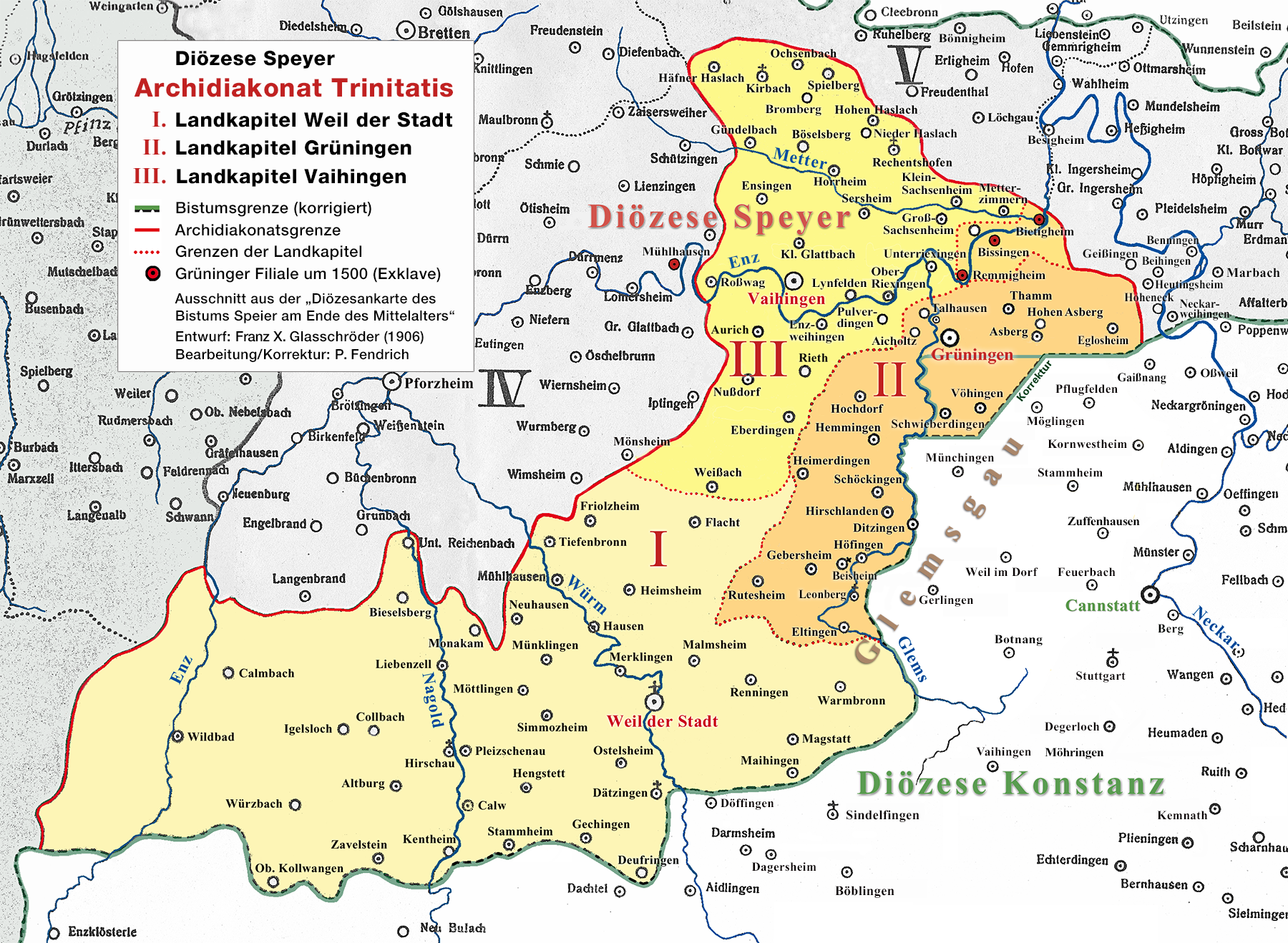
Archidiakonat Trinitatis in der Speyerer Diözese

Das Landkapitel Weil der Stadt (auch: Ruralkapitel Weil der Stadt) im Würm- und im Nagoldgau war eine vorreformatorische Verwaltungseinheit des rechtsrheinischen Archidiakonats Trinitatis im Bistum Speyer. Das Landkapitel hatte seinen Sitz in Weil der Stadt an der Würm. Seine Südgrenze entsprach dem Verlauf der ehemaligen fränkisch-alemannischen Demarkationslinie.

## Hierarchie

### Übergeordnete Stellen
Das Bistum Speyer war in vier Archidiakonate aufgeteilt, die wiederum in drei bis fünf Landkapitel unterteilt waren. Das Landkapitel Weil der Stadt gehörte zusammen mit dem Landkapitel Grüningen und dem Landkapitel Vaihingen zum Archidiakonat Trinitatis, das dem „Stiftspropst zu Allerheiligen“ vorbehalten war. Der vollständige Name dieses Kollegiatstifts war „St. Trinitatis ac Omnium Sanctorum“ Dessen Stiftskirche in Speyer soll von Bischof Sigebodo (von 1038 bis 1051 im Amt) südwestlich vom Speyerer Dom in einer Ecke der Stadtmauer von Speyer erbaut worden sein.

### Landkapitel als Mittlere Ebene
Geistliches Zentrum des Land- bzw. Ruralkapitels Weil der Stadt war die Stadtkirche St. Peter und Paul.
Den Vorsitz im Landkapitel hatte ein Dekan, zumeist der Stadtpfarrer von St. Peter und Paul, dessen Kompetenzen ab dem 13. Jahrhundert zunahmen, weil die Archidiakone Speyers erst höhere Aufgaben in der Diözesanverwaltung und in der hier ansässigen Reichskanzlei wahrnehmen mussten und später sukzessive entmachtet wurden.

### Nachgeordnete Einrichtungen
Zum Landkapitel Weil der Stadt gehörten um 1500 die Pfarreien, Klöster, Filialkirchen und Kapellen in Altburg, Bieselsberg, Calmbach, Calw, Collbach, Dätzingen, Deufringen, Flacht, Friolzheim, Gechingen, Hausen, Heimsheim, Hengstett, Hirschau, Igelsloch, Kentheim, Liebenzell, Magstatt, Maihingen, Malmsheim, Merklingen, Möttlingen, Monakam, Mühlhausen, Neuhausen, Ober Kollwangen, Ostelsheim, Pleizschenau, Renningen, Simmozheim, Stammheim, Tiefenbronn, Unter Reichenbach, Warmbronn, Wildbad, Würzbach und Zavelstein (siehe Karte).

## Auflösung
Nachdem die Reformation im Herzogtum Württemberg endgültig durchgesetzt war, musste das Speyrer Bistum auf seine württembergischen Bezirke verzichten. Die Landkapitel im Archidiakonat Trinitatis wurden aufgelöst. Allein die Freie Reichsstadt Weil der Stadt blieb römisch-katholisch.